# Campeonato Mundial de Ciclismo en Pista de 2019
El CXVI Campeonato Mundial de Ciclismo en Pista se celebró en Pruszków (Polonia) entre el 27 de febrero y el 3 de marzo de 2019 bajo la organización de la Unión Ciclista Internacional (UCI) y la Federación Polaca de Ciclismo.
Las competiciones se realizaron en el velódromo Arena BGZ de la ciudad polaca. Fueron disputadas 20 pruebas, 10 masculinas y 10 femeninas.

## Calendario
| ● | Preliminares | F | Final |

| Fecha                | Mi 27       | Ju 28       | Vi 01       | Sá 02       | Do 03       |
| Hora→ Prueba ↓       | 18:00-21:40 | 18:30-22:20 | 18:30-22:10 | 17:00-20:15 | 14:00-17:00 |
| -------------------- | ----------- | ----------- | ----------- | ----------- | ----------- |
| Velocidad ind.       |             |             |             | ●           | F           |
| Velocidad por eqs.   | F           |             |             |             |             |
| Persecución ind.     |             |             | F           |             |             |
| Persecución por eqs. | ●           | F           |             |             |             |
| 1 km contrarreloj    |             |             | F           |             |             |
| Puntuación           |             |             | F           |             |             |
| Scratch              |             | F           |             |             |             |
| Keirin               |             | F           |             |             |             |
| Madison              |             |             |             |             | F           |
| Ómnium               |             |             |             | F           |             |

| Fecha                | Mi 27       | Ju 28       | Vi 01       | Sá 02       | Do 03       |
| Hora→ Prueba ↓       | 18:00-21:40 | 18:30-22:20 | 18:30-22:10 | 17:00-20:15 | 14:00-17:00 |
| -------------------- | ----------- | ----------- | ----------- | ----------- | ----------- |
| Velocidad ind.       |             | ●           | F           |             |             |
| Velocidad por eqs.   | F           |             |             |             |             |
| Persecución ind.     |             |             |             | F           |             |
| Persecución por eqs. | ●           | F           |             |             |             |
| 500 m contrarreloj   |             |             |             | F           |             |
| Puntuación           |             |             |             |             | F           |
| Scratch              | F           |             |             |             |             |
| Keirin               |             |             |             |             | F           |
| Madison              |             |             |             | F           |             |
| Ómnium               |             |             | F           |             |             |

1. 1 2  Hora local de Pruszków: UTC+1.
2. 1 2  Consiste en cuatro pruebas: scratch, tempo, eliminación y puntuación.

## Medallistas

### Masculino
| Evento                          | Oro                                                                                               | Plata                                                                                   | Bronce                                                                                                  |
| ------------------------------- | ------------------------------------------------------------------------------------------------- | --------------------------------------------------------------------------------------- | --- |
| Velocidad individual (03.03)    | Harrie Lavreysen · Países Bajos                                                                   | Jeffrey Hoogland · Países Bajos                                                         | Mateusz Rudyk · Polonia                                                                                 |
| Velocidad por equipos (27.02)   | Países Bajos · Roy van den Berg · Harrie Lavreysen · Matthijs Büchli · Jeffrey Hoogland · 41,923  | Francia Grégory Baugé Sébastien Vigier Quentin Lafargue Michaël D'Almeida 42,889        | Rusia · Denis Dmitriev · Alexandr Sharapov · Pavel Yakushevski · 43,115                                 |
| Persecución individual (01.03)  | Filippo Ganna · Italia · 4:07,992 RM                                                              | Domenic Weinstein · Alemania · 4:12,571                                                 | Davide Plebani · Italia · 4:14,572                                                                      |
| Persecución por equipos (28.02) | Australia Samuel Welsford Kelland O'Brien Leigh Howard Alexander Porter Cameron Scott 3:48,012 RM | Reino Unido Ethan Hayter Edward Clancy Kian Emadi Charlie Tanfield Oliver Wood 3:50,810 | Dinamarca Lasse Norman Hansen Julius Johansen Rasmus Pedersen Casper von Folsach Niklas Larsen 3:51,804 |
| 1 km contrarreloj (01.03)       | Quentin Lafargue Francia 1:00,029                                                                 | Theo Bos · Países Bajos · 1:00,388                                                      | Michaël D'Almeida Francia 1:00,826                                                                      |
| Carrera por puntos (01.03)      | Jan-Willem van Schip · Países Bajos · 104 pts.                                                    | Sebastián Mora Vedri · España · 76 pts.                                                 | Mark Downey Irlanda 67 pts.                                                                             |
| Scratch (28.02)                 | Samuel Welsford Australia                                                                         | Roy Eefting · Países Bajos                                                              | Thomas Sexton Nueva Zelanda                                                                             |
| Keirin (28.02)                  | Matthijs Büchli · Países Bajos                                                                    | Yudai Nitta Japón                                                                       | Stefan Bötticher · Alemania                                                                             |
| Madison (03.03)                 | Roger Kluge · Theo Reinhardt · Alemania · 105 pts.                                                | Lasse Norman Hansen Casper von Folsach Dinamarca 84 pts.                                | Kenny De Ketele · Robbe Ghys · Bélgica · 82 pts.                                                        |
| Ómnium (02.03)                  | Campbell Stewart Nueva Zelanda 137 pts.                                                           | Benjamin Thomas Francia 119 pts.                                                        | Ethan Hayter Reino Unido 118 pts.                                                                       |

### Femenino
| Evento                          | Oro                                                                                           | Plata                                                                            | Bronce                                                                                                |
| ------------------------------- | --------------------------------------------------------------------------------------------- | -------------------------------------------------------------------------------- | --- |
| Velocidad individual (01.03)    | Lee Wai Sze Hong Kong                                                                         | Stephanie Morton Australia                                                       | Mathilde Gros Francia                                                                                 |
| Velocidad por equipos (27.02)   | Australia Kaarle McCulloch Stephanie Morton 32,255                                            | Rusia · Daria Shmeliova · Anastasiya Voinova · 32,591                            | Alemania · Miriam Welte · Emma Hinze · 32,789                                                         |
| Persecución individual (02.03)  | Ashlee Ankudinoff Australia 3:25,971                                                          | Lisa Brennauer · Alemania · 3:29,243                                             | Lisa Klein · Alemania · 3:29,473                                                                      |
| Persecución por equipos (28.02) | Australia Annette Edmondson Ashlee Ankudinoff Georgia Baker Amy Cure Alexandra Manly 4:14,333 | Reino Unido Laura Kenny Katie Archibald Elinor Barker Eleanor Dickinson 4:14,537 | Nueva Zelanda Bryony Botha Michaela Drummond Holly Edmondston Kirstie James Rushlee Buchanan 4:16,479 |
| 500 m contrarreloj (02.03)      | Daria Shmeliova · Rusia · 33,012                                                              | Olena Starikova · Ucrania · 33,307                                               | Kaarle McCulloch Australia 33,419                                                                     |
| Carrera por puntos (03.03)      | Alexandra Manly Australia 29 pts.                                                             | Lydia Boylan Irlanda 28 pts.                                                     | Kirsten Wild · Países Bajos · 26 pts.                                                                 |
| Scratch (27.02)                 | Elinor Barker Reino Unido                                                                     | Kirsten Wild · Países Bajos                                                      | Jolien D'Hoore · Bélgica                                                                              |
| Keirin (03.03)                  | Lee Wai Sze Hong Kong                                                                         | Kaarle McCulloch Australia                                                       | Daria Shmeliova · Rusia                                                                               |
| Madison (02.03)                 | Kirsten Wild · Amy Pieters · Países Bajos · 33 pts.                                           | Georgia Baker Amy Cure Australia 31 pts.                                         | Amalie Dideriksen Julie Leth Dinamarca 24 pts.                                                        |
| Ómnium (01.03)                  | Kirsten Wild · Países Bajos · 117 pts.                                                        | Letizia Paternoster · Italia · 115 pts.                                          | Jennifer Valente Estados Unidos 106 pts.                                                              |

## Medallero
| Núm. | País           | Oro | Plata | Bronce | Total |
| ---- | -------------- | --- | ----- | ------ | ----- |
| 1    | Países Bajos   | 6   | 4     | 1      | 11    |
| 2    | Australia      | 6   | 3     | 1      | 10    |
| 3    | Hong Kong      | 2   | 0     | 0      | 2     |
| 4    | Alemania       | 1   | 2     | 3      | 6     |
| 5    | Francia        | 1   | 2     | 2      | 5     |
| 6    | Reino Unido    | 1   | 2     | 1      | 4     |
| 7    | Rusia          | 1   | 1     | 2      | 4     |
| 8    | Italia         | 1   | 1     | 1      | 3     |
| 9    | Nueva Zelanda  | 1   | 0     | 2      | 3     |
| 10   | Dinamarca      | 0   | 1     | 2      | 3     |
| 11   | Irlanda        | 0   | 1     | 1      | 2     |
| 12   | España         | 0   | 1     | 0      | 1     |
| 12   | Japón          | 0   | 1     | 0      | 1     |
| 12   | Ucrania        | 0   | 1     | 0      | 1     |
| 15   | Bélgica        | 0   | 0     | 2      | 2     |
| 16   | Estados Unidos | 0   | 0     | 1      | 1     |
| 16   | Polonia        | 0   | 0     | 1      | 1     |
|      | TOTAL          | 20  | 20    | 20     | 60    |